# Marie Anne Lenormand
Marie Anne Adelaide Lenormand (Alençon, 27. svibnja 1772. – Pariz, 25. lipnja 1843.), francuska profesionalna gatara i vidovnjakinja, koja je stekla veliku popularnost u vrijeme napoleonskih ratova. Tijekom života gatala je mnogim poznatim osobama, poput carice Josephine, Robespierra, Marata i ruskog cara Aleksandra I. Napisala je mnogo knjiga, među ostalima i poznatu sanjaricu.

## Životopis
Rano je izgubila roditelje te je s pet godina bila smještena u samostansku školu. Svoje neobične sposobnosti predviđanja ispoljavala je od rane dobi. Kada je imala četrnaest godina, odselila se u Pariz gdje je izbrusila svoje gatarske sposobnosti te je s tom namjerom izučavala matematiku, astronomiju, grčka i rimska proročišta, astrologiju, druidska znanja, židovsku kabalu i proricanje.
Gatanjem se počela profesionalno baviti kada je imala sedamnaest godina. U to je vrijeme gatanje bilo protuzakonito pa je otvorila knjižaru koja joj je služila kao paravan za posao gatanja. Ipak, nekoliko je puta završila u zatvoru zbog gatarske prakse (1774., 1803. i 1809. godine). Tijekom godina stekla je zavidnu reputaciju profesionalne gatare zbog čega joj je počela dolaziti bogata klijentela iz viših krugova francuskog društva. Među najpoznatijim osobama koje su dolazile kod madam Lenormand kako bi im proricala budućnost, bili su francuska carica Josephine (1863.-1814.) koju je upoznala u zatvoru i pretkazala joj budući braka s Napoleonom te francuski car Napoleon I. (1869.-1821.) kojemu je, navodno, predvidjela razvod od Josephine, izgon iz Francuske te smrt u progonstvu.
Umrla je 1843. godine u sedamdeset i prvoj godini života. Budući da nije ostavila potomaka, njeno bogatstvo koje je stekla gatanjem, naslijedio je njen nećak, gorljivi katolik koji je dao spaliti gotovo sve njene stvari. Dvije godine nakon njene smrti pojavio se špil karata za gatanje prozivan njenim imenom.